# DeltaChrome S8
DeltaChrome S8是S3 Graphics的顯示卡，於2004年7月28日正式发布。它支援DirectX 9a，硬件支持Pixel Shader 2.0和Vertex Shader 2.0。3D處理能力已接近當時的中階顯示卡，例如ATi的Radeon 9550。
原先全DeltaChrome系列有三張顯視卡，分別是DeltaChrome S8，DeltaChromeF1和DeltaChromeS4，分別對應高中低端市場。但由於推出時間與原定遲，最後只剩DeltaChrome S8應付中端市場。
S3的顯視卡比較着重2D和视频性能。DeltaChrome S8顯示卡继承了这方面的长处。它支持HDTV编码，Pixel Shader可以处理MPEG 2/4和Windows Media 9數據，並对形象作出锐利化处理。

## DeltaChrome S8標準規格
- 核心频率：300MHz
- 显存频率：600MHz
- 显存頻宽：128bit
- 支持Pixel Shader 2.0
- 支持Vertex Shader 2.0
- 有八条象素流水线，采用8X1架構

## 系列列表
- DeltaChromeS8       86C777
- DeltaChromeS8 Nitro	86C7N7
- DeltaChromeS8 ULP	86C7Y7
- DeltaChromeS8 Pro	86C7P7
- DeltaChromeS8 CE 	86C7E7
- DeltaChromeS8 LE 	86C7L7
- DeltaChromeS8 VE 	86C7W7

S3 S8 Nitro的核心和显存频率較高，它的核心频率是325MHz。S3 S8 CE是S8簡化版，核心频率：250，顯存頻率：500(250)。S3 S8 ULP是低電壓版本，它的核心和顯存都在低電壓下運作，核心频率：200，顯存頻率：500(250)，其優勢是低功率和低熱量，能在無散熱器下正常長期運作，並且節能和環保（省電）。
S8系列只有Nitro, CE以及ULP版本有作過正式量產。

## DeltaChrome S8的姐妹系列：S4
S4 系列
- DeltaChromeS4 Nitro	86C747
- DeltaChromeS4 ULP	86C7X7
- DeltaChromeS4 Pro	86C7R7
- DeltaChromeS4 CE 	86C7S7
- DeltaChromeS4 VE 	86C7V7
- DeltaChromeS4 XE 	86C7Z7
- Omni ChromeS4

S8的姐妹系列 S4中，只有Omni ChromeS4曾經正式銷售。
Omni ChromeS4規格如下
- DeltaChromeS4 Pro核心
- 核心频率：300MHz
- 显存频率：700MHz
- 显存頻宽：128bit
- 支持Pixel Shader 2.0
- 支持Vertex Shader 2.0
- 有四條象素流水线
- All in one設計，有視訊晶片和TV Tuner等元件，類似ATI的AIW以及NVIDIA的Personal Cinema FX系列。

Omni ChromeS4有著和Nvidia FX5200, FX5500以及FX5600XT / ATI 9200SE, 9200接近的效能，又支援DirectX9.0a和All in one的設計（有TV卡的功能），為具吸引力的產品。

### DeltaChrome系列的失敗
隨著新系列Chrome20的推出以及PCI-E的普及，S3在2005年9月完全放棄對DeltaChrome的驅動程式開發，由於驅動程式的技術問題，DeltaChrome系列在實用上非常不足，雖然CE和ULP版本曾經量產殺入AGP市場，但銷情一般。
DeltaChrome 最後一個驅動程式版本6.14.10.2021-15.16.14j（2005年8月22日發佈）仍存在大量的bugs，雖然改善了6.14.10.1960-15.15.08c（2005年4月28日發佈，WHQL驅動）在Battlefield2, WOW, Fable三款遊戲的顯示問題，但卻不是WHQL版本，並帶來效能下降以及Windows系統介面顯示問題的bugs。